# کره جنوبی در المپیک تابستانی ۱۹۷۶
کره جنوبی در بازی‌های المپیک تابستانی ۱۹۷۶ که در شهر مونترال کانادا برگزار شد، کاروان کره جنوبی با ۵۰ ورزشکار در این رقابت‌ها شرکت کرد و موفق به کسب ۶ مدال (۱ طلا، ۱ نقره، ۴ برنز) شد. در جدول رتبه‌بندی توزیع مدال‌ها، کره جنوبی در ردهٔ ۱۹ مسابقات قرار گرفت.